# Кумжота
Кумжо́та (каз. Құмжота) — село у складі Байзацького району Жамбильської області Казахстану. Входить до складу Бурильського сільського округу.
У радянські часи село називалося Кумжата.
Населення — 4334 особи (2021; 3603 у 2009, 3028 у 1999, 2620 у 1989).